# Лецитинхолестеринацилтрансфераза
Лецитинхолестеринацилтрансфераза, или фосфатидилхолинстерол O-трансфераза (ЛХАТ, КФ 2.3.1.43, англ. Lecithin-cholesterol acyltransferase, LCAT) — фермент, превращающий свободный холестерин липопротеинов высокой плотности,  в эфиры холестерина, являющиеся более гидрофобной формой холестерина, тип ацилтрансферазы.

## Роль
ЛХАТ является ферментом метаболизма липопротеинов. ЛХАТ связан с поверхностью липопротеинов высокой плотности, которые содержат аполипопротеин A1 — активатор этого фермента. Холестерин, превращённый в эфиры холестерина, благодаря высокой гидрофобности перемещается с поверхности липопротеина в ядро, освобождая место на поверхности частицы для захвата нового свободного холестерина. Таким образом, эта реакция является исключительно важной для процесса очищения периферических тканей от холестерина (обратный транспорт холестерина). Частица ЛПВП в результате увеличивается в диаметре или в случае насцентных ЛПВП превращается из дисковидной в сферическую.

## Недостаточность ЛХАТ
Недостаточность ЛХАТ является рецессивным наследственным метаболическим заболеванием, вызванным нарушением гена фермента. Характеризуется накоплением холестерина в организме. При полном нарушении активности ЛХАТ развивается помутнение роговицы, протеинурия и почечная недостаточность. При частичной недостаточности развивается только помутнение роговицы (т.н. заболевание «рыбьих глаз»).

## См.также
- Липопротеины высокой плотности
- Аполипопротеин A1
- Аполипопротеин A4
- Обратный транспорт холестерина